# آدام فارلی
آدام فارلی (انگلیسی: Adam Farley؛ زادهٔ ۱۲ ژانویهٔ ۱۹۸۰) بازیکن فوتبال اهل بریتانیا است.
از باشگاه‌هایی که در آن بازی کرده‌است می‌توان به باشگاه فوتبال آلترینچام، باشگاه فوتبال ای. اف. سی لیورپول، باشگاه فوتبال مارین، باشگاه فوتبال بارسکو، باشگاه فوتبال ویتون آلبیون، باشگاه فوتبال اورتون، باشگاه فوتبال فورمبی، و باشگاه فوتبال درویلزدن اشاره کرد.